# Croton tricolor
Croton tricolor là một loài thực vật có hoa trong họ Đại kích. Loài này được Klotzsch ex Baill. mô tả khoa học đầu tiên năm 1864.